# 神澤瑛菜
神澤 瑛菜（かんざわ あきな、1999年7月7日 - ）は、群馬県出身の元女子競輪選手。日本競輪選手会群馬支部所属、ホームバンクは前橋競輪場。日本競輪学校（当時。以下、競輪学校）第116期生。師匠は大河原和彦（58期）。

## 経歴
中学、高校時代はバレーボールに打ち込んでいた。進路で迷った際、父親にガールズケイリンを勧められ、努力次第で結果を出せることに魅力を感じ競輪選手を志した。
2018年1月12日、競輪学校第116回技能試験に合格。在校競走成績は17位（2勝）。
2019年7月1日、宇都宮競輪場でデビューし6着。初勝利は同年10月11日の弥彦競輪場で挙げた。
晩年は競走成績不振により代謝制度の対象となったことで、2025年6月21日の富山FII最終日第3レース（ガ一般）5着をもってラストレースとした。
2025年8月4日、選手登録消除。現役時代の戦績は、324戦4勝。